# 糸のこ盤

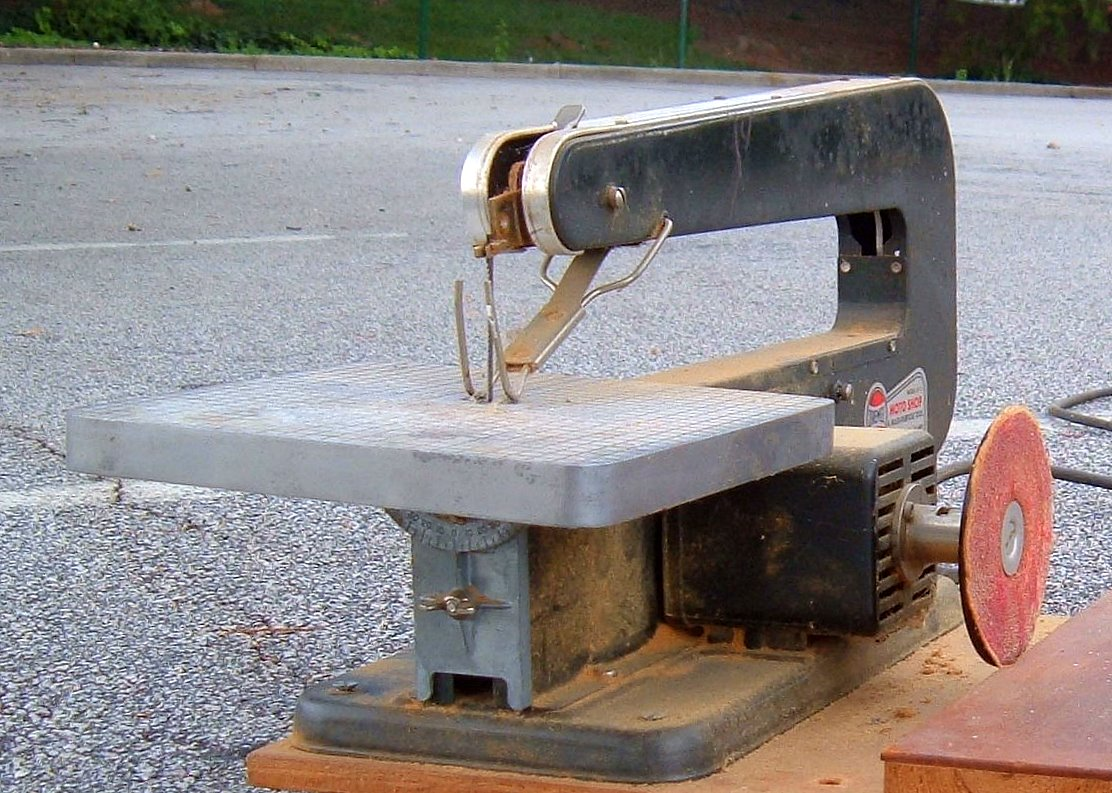
ドレメル糸のこ盤

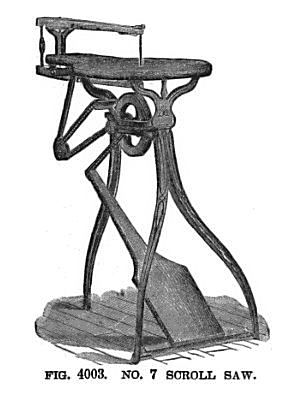
19世紀の足踏み駆動式糸のこ盤

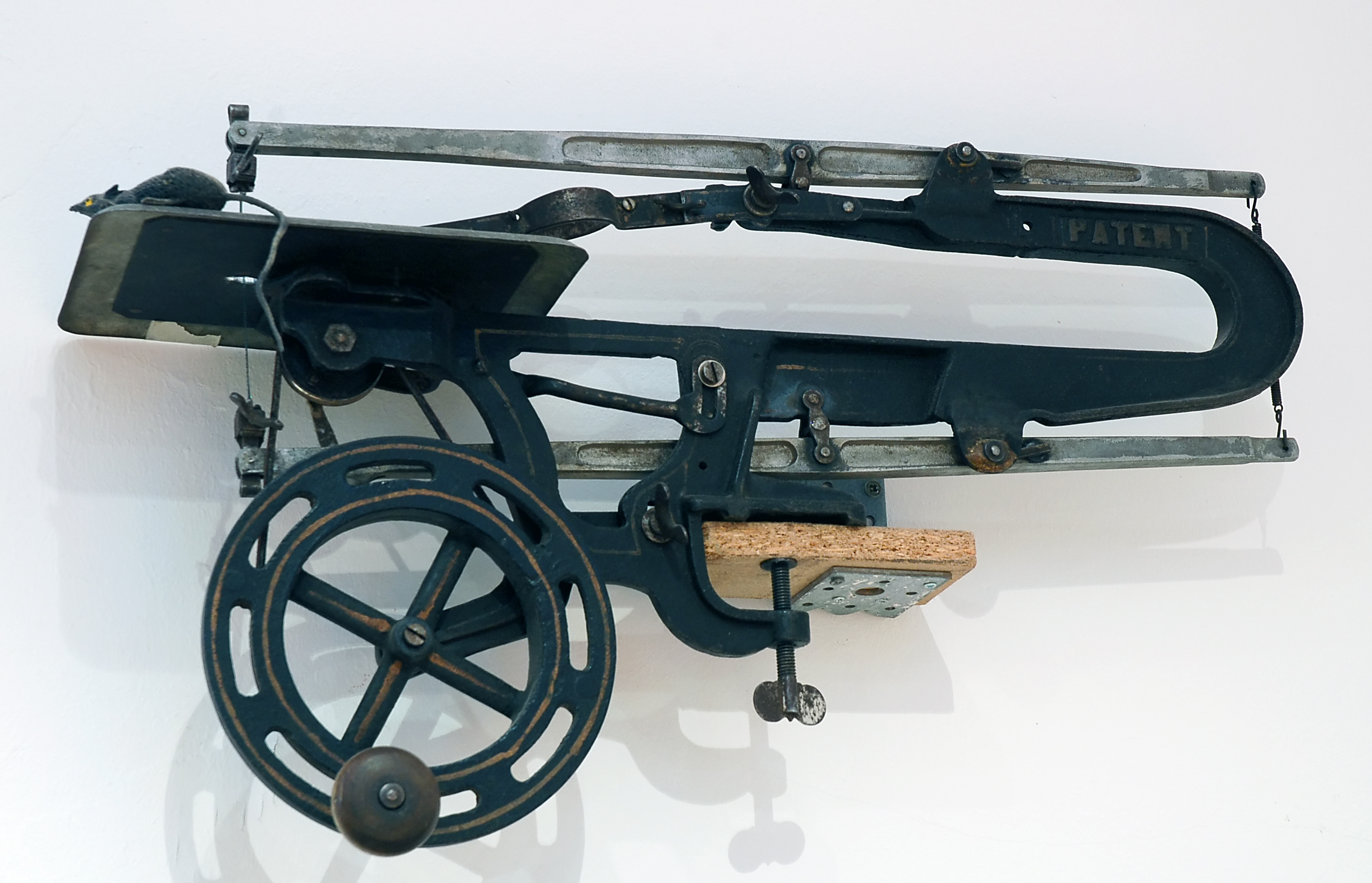
19世紀の手回し式糸のこ盤

糸のこ盤(いとのこばん、英: scroll saw)とは、手鋸（手で持って扱う鋸）である糸鋸を、機械化したものである。材料を置くテーブルを傾けて、傾斜切りも出来る。表記としては糸鋸盤や糸ノコ盤もある。JISB0114　木材加工機械－用語では、名称「糸のこ盤」、慣用語は「ミシンのこ」となっている。「ミシンのこ」と呼ばれるのは、初期の糸のこ盤が足踏み式であったことによる。
木工が主要な用途なので、基本的には木工機械に分類されているが、実際には他の素材用のブレードも販売されており、それに換えることにより、木材だけでなく薄い鉄板やプラスチックも切断出来る。複雑な曲線を切ったり、切り抜き文字や透かし模様の精密なクラフトをする場合に糸のこ盤は最適である。糸ノコに比べ糸ノコの弓からノコ刃までの距離を「ふところ」というが、卓上電動工具である糸のこ盤は、太い腕状のアームで支えているので「ふところ」が手動工具の糸鋸に比べ大きく取れる。一般的に40センチメートルであるが、30センチメートルから60センチメートルの製品がある。ストローク数は、300回／分から1700回／分であり、切屑を飛ばす送風ブロアー・ノコ刃の速度調節機能が付いている製品が多い。

## 歴史
糸のこ盤の起源は諸説あるが、人力の手動糸のこの時代から、動力駆動へ、そして現在の電動糸のこ盤へと進化してきた。
- 糸のこ盤に関する最初に記録された特許は、1829年にM'Duffに付与された。Register of Artsと、Journal of Patent Inventions によると1829年12月2日に、M'Duff氏がイギリスのLondon Mechanics’ Institutionに働くメンバーによって発明される最高の機械に対するドクターフェローのAnnual賞を与えられた記録がある[3]。
- 1500 年代にドイツの職人は、狭い鋸刃を製造する方法を開発した。ブール(Boulle)という名のフランスの労働者は、複雑なデザインを切るためにこれらの刃を保持するフレームを開発した。このビュールのこぎり(Buhl saw)と呼ばれているのは[4]、現在のフレットソーen:Fretsawと糸鋸en:Coping sawに類似している[3][5]。

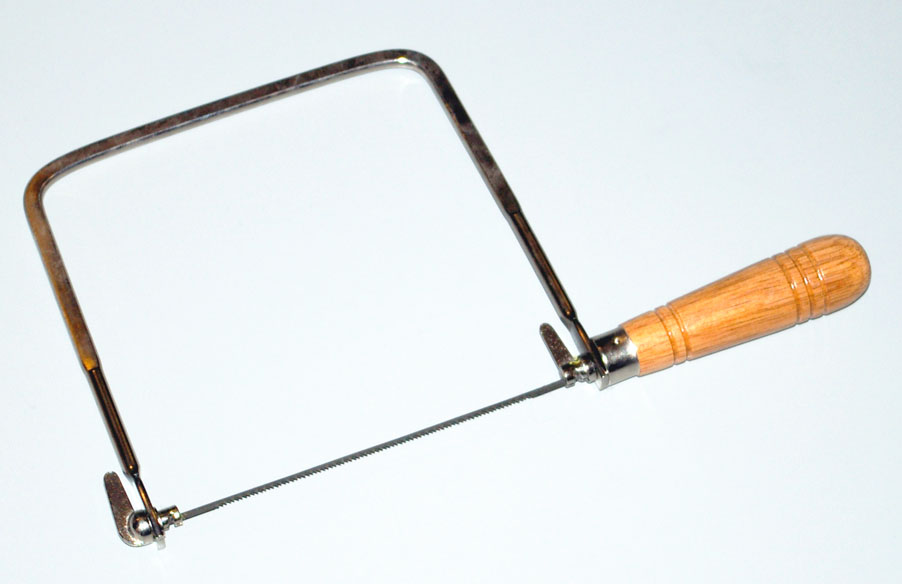
糸のこ

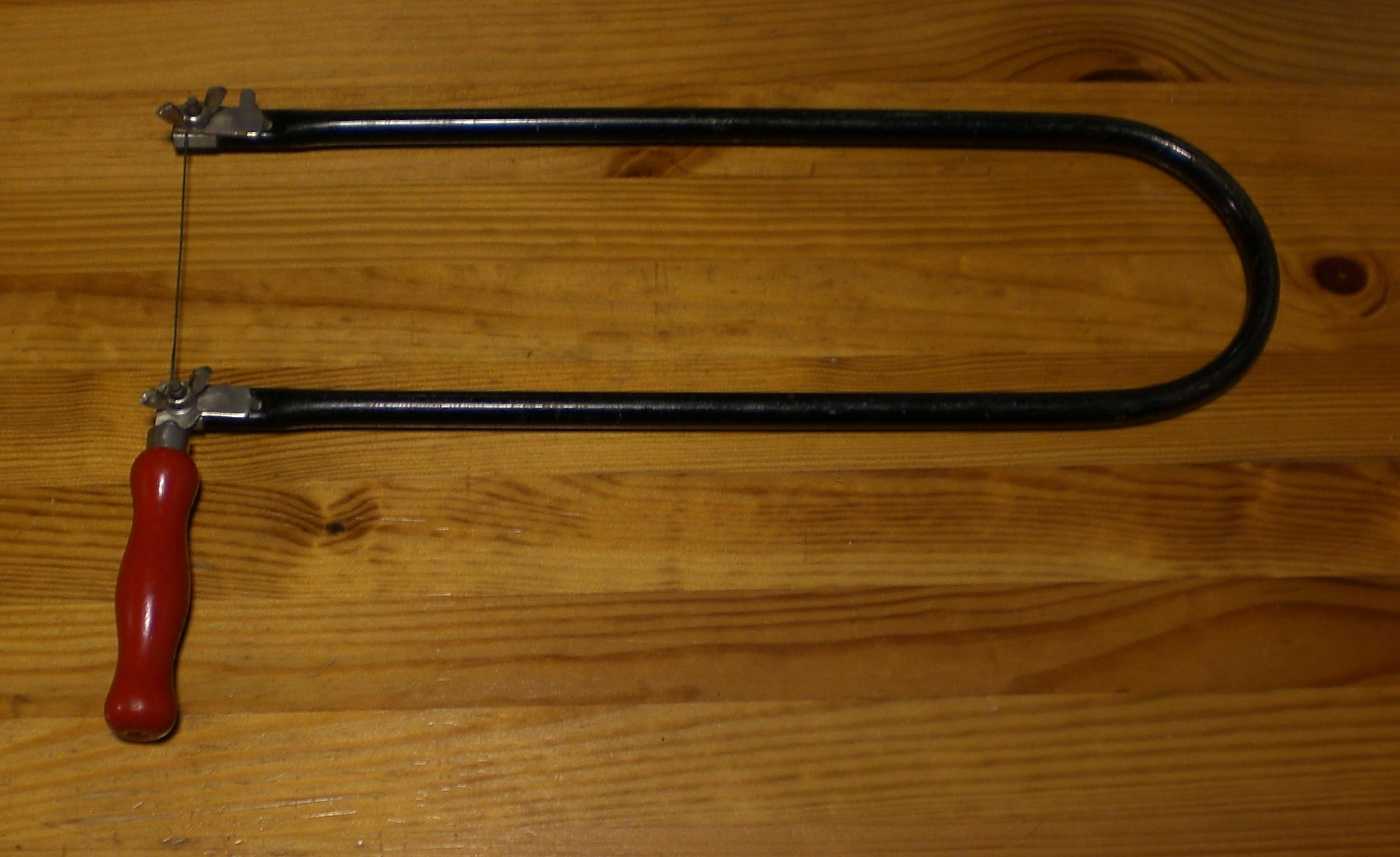
フレットソー

- 1834年のハウ(Elias Howe)の特許の機械は手で動き、そして針は左右に動いた。アイザックシンガー(Isaac Singer)の機械はフット・ペダルで動き、そして針は上下に動いた。初期の糸のこ盤は、これら2つのアイディアを採用した[6]。
- 1860年代までには、最初の機械動力式糸のこ盤は、足で動かす方式、手動クランク方式またはペダル方式がアメリカ合衆国で現れ始めた[3]。
- ウィリアムドーン(William Doane)は、1863年にscroll saw millの特許USPTO特許No.38471を応用した。1873年にヘンリービックフォード(Henry Bickford)・ウイリアムドブソン(William Dobson)とアイザック・ハード(Isaac Hird)も、糸のこの特許USPTO特許No.147913を申請した[6]。
- 1873年に、マーヴィンE.ウェラー(Marvin E. Weller)は、ジグソーの改善の特許USPTO特許No.143650をとった。しかしウェラーの発明は、ジグソーの改善ではなく、テーブルを持っている糸のこ盤の発明であった[6]。
- 糸のこ盤の初期のモデルは、constant tension sawと呼ばれ1874年にドイツのヘルムート・アベル(Helmut Abel)によって発明された。クランクで動く糸のこ盤は、1921年にシカゴのカール(Carl Moberg)によって発明された。現在の電動糸のこ盤は、このモデルに基づき1930年代後期に開発された[7]。
- 1885年10月18日に、特許庁はW.Fと、ジョン・バーンズ社(John Barnes Co.)Barnes company足踏み駆動式糸のこ盤カタログに糸のこ盤の発明にUSPTO特許No.328,377を授けた[6]。
- 1920年代には、電気モーターを動力源とした糸のこ盤が発明された。例えば、EXcalibar Scroll Saw[8]。
- 1923年に、DELTA MachineryのTautzは世界初の糸のこ盤「American Boy,（アメリカンボーイ）[9]」を発明した[10]。それは8インチ12インチのサイズで手動ハンドル回転式であったが、これが電動糸鋸への道を開いた[11]。
- 1927年のバーネス(Barnes)電動糸のこ盤は、24インチふところと7インチのブレードと1/4馬力のモーターである。Deltaの糸のこ盤は、テーブルが鉄製で他メーカーの木製テーブルに比べ優れていた[12]。
- デルタ(Delta Manufacturing Company)の1930年バージョン24インチUSPTO特許No.RE19501は、頑丈な腕製の糸のこ盤として人気があった[13]。
- 1974年にドイツのヘルムート・アベル(Helmut Abel)がヘグナー糸のこ盤の安定した緊張装置の特許権をとったUSPTO特許No.3878876。この糸のこ盤は、1800年代のポピュラーバージョンになった。ミズーリのR.B Industriesは1982年に糸のこ盤市場に参入した米国の最初の会社である[14]。
- 1980年代に、カナダの発明者トム・ソマーヴィル(Tom Sommerville)は、「二重の平行したリンク」のドライブ・システムを設計し、商標名エクスキャリバー(Excalibur)で商品化した[14]。
- 1980年代後期と1990年代には、安価なベンチ-トップ糸のこ盤DELTA USPTO特許No.D292713の参入ラッシュとなった。これら速度一定の鋸は、刃クランプを備えているが、それは使用が難しくスパナと特別な保持具を必要とした[15]。

## 各部の名称と機能
テーブル材料を乗せる台
テーブル固定ノブテーブルの角度を調整固定する為のノブ
ブレード材料を切る糸ノコ刃
ブレードホルダーブレードを固定する部分
ブレード調整レバーブレードの張り具合を調節するレバー
ガートブレードに触れないように防いでくれる
速度調整ダイヤルブレートの上下動スピードを調節出来るダイヤル。電源スイッチを兼ねているタイプもある。
集塵穴切屑を吸引する集塵機 (Vacuum Cleaner) のホースを接続する部分。
押え板材料をテーブルに押し付けるパーツ。材料の跳ね上りを防ぐ。
押え板調整ノブ材料の厚みに合わせて、押え板の位置を調整固定するノブ。
送風ブロアー空気を吹き出して切屑を飛ばし切断する箇所を見え易くする。
フリーアームアームが作業途中で跳ね上げられるタイプ。窓抜き作業に最適な機構。

## 主なメーカ
- マキタ
- 京セラインダストリアルツールズ
- ユタカ（愛知県瀬戸市）
- 日立工機
- 旭工機(愛知県春日井市)
- ヘグナー(HEGNER)（ドイツ）
- プロクソン(PROXXON)
- ドレメル(DREMEL)